# Matías Rossi
Matías Leonardo Rossi (Del Viso, Buenos Aires, Argentina; 2 de abril de 1984) es un piloto argentino de automovilismo de velocidad. Compitió en diferentes categorías, destacándose en las cuatro principales categorías del automovilismo argentino. Actualmente se desempeña como piloto oficial de Toyota Gazoo Racing Argentina en el Turismo Carretera y el Súper TC 2000 y piloto de Toyota Gazoo Racing Brasil en el Stock Car Brasil.

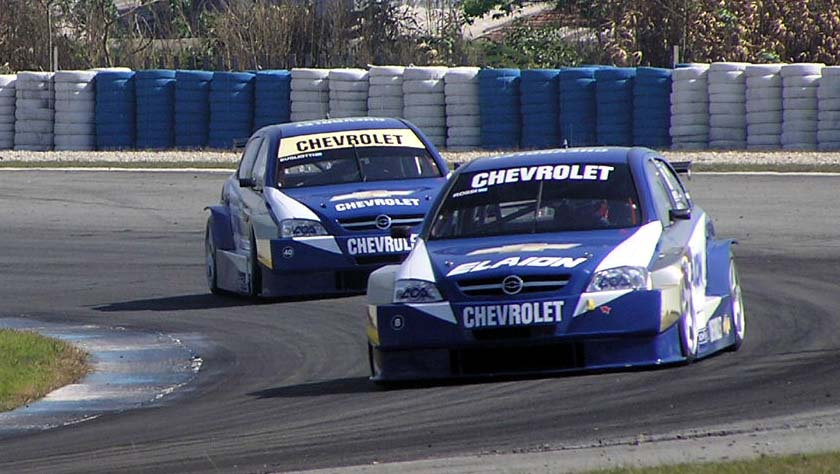
Rossi (delante), disputándo una carrera de TC2000 en 2006.

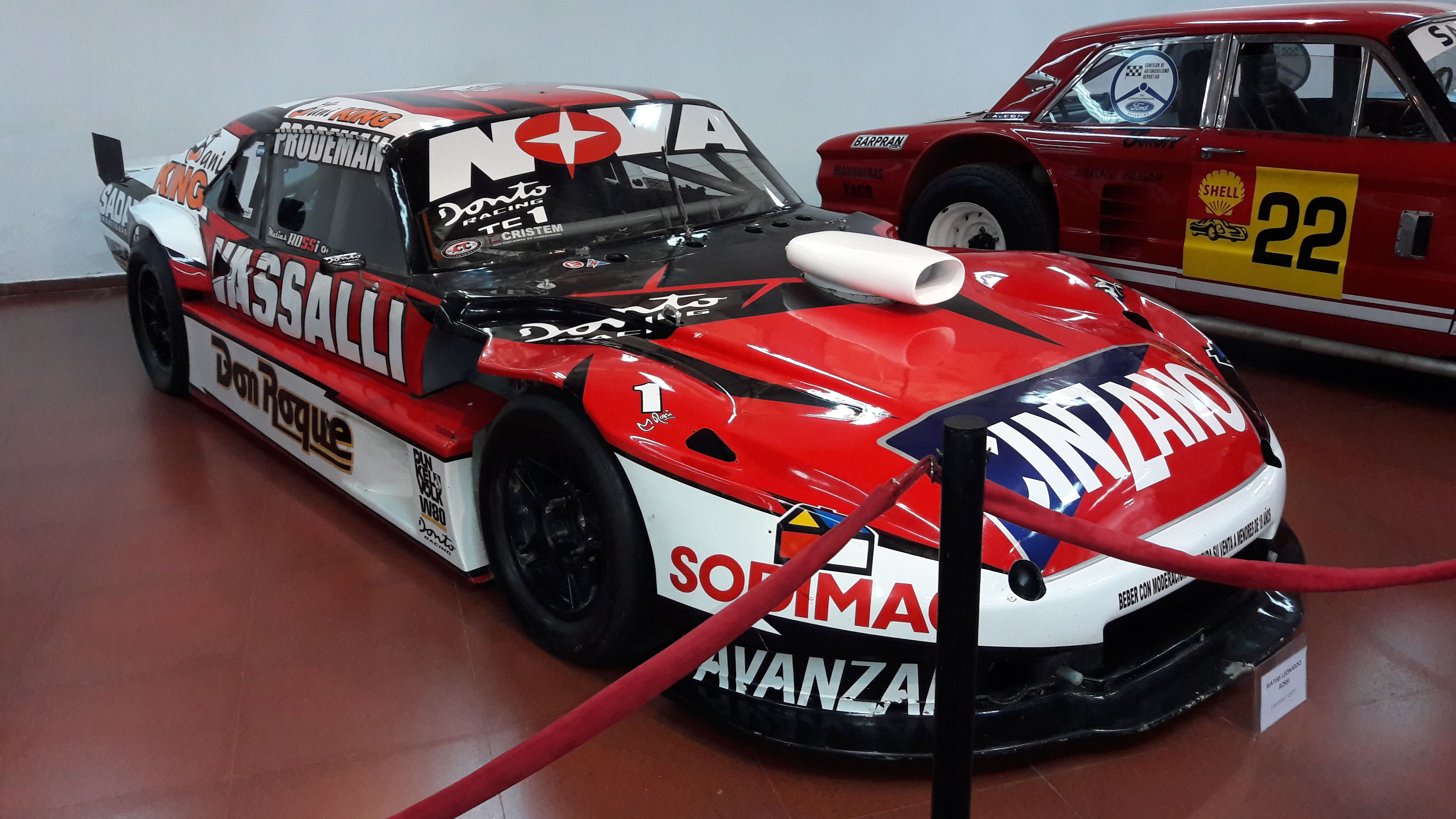
Chevrolet de Rossi que utilizó en 2014, pero con el número 1 del campeonato que obtuvo ese año.

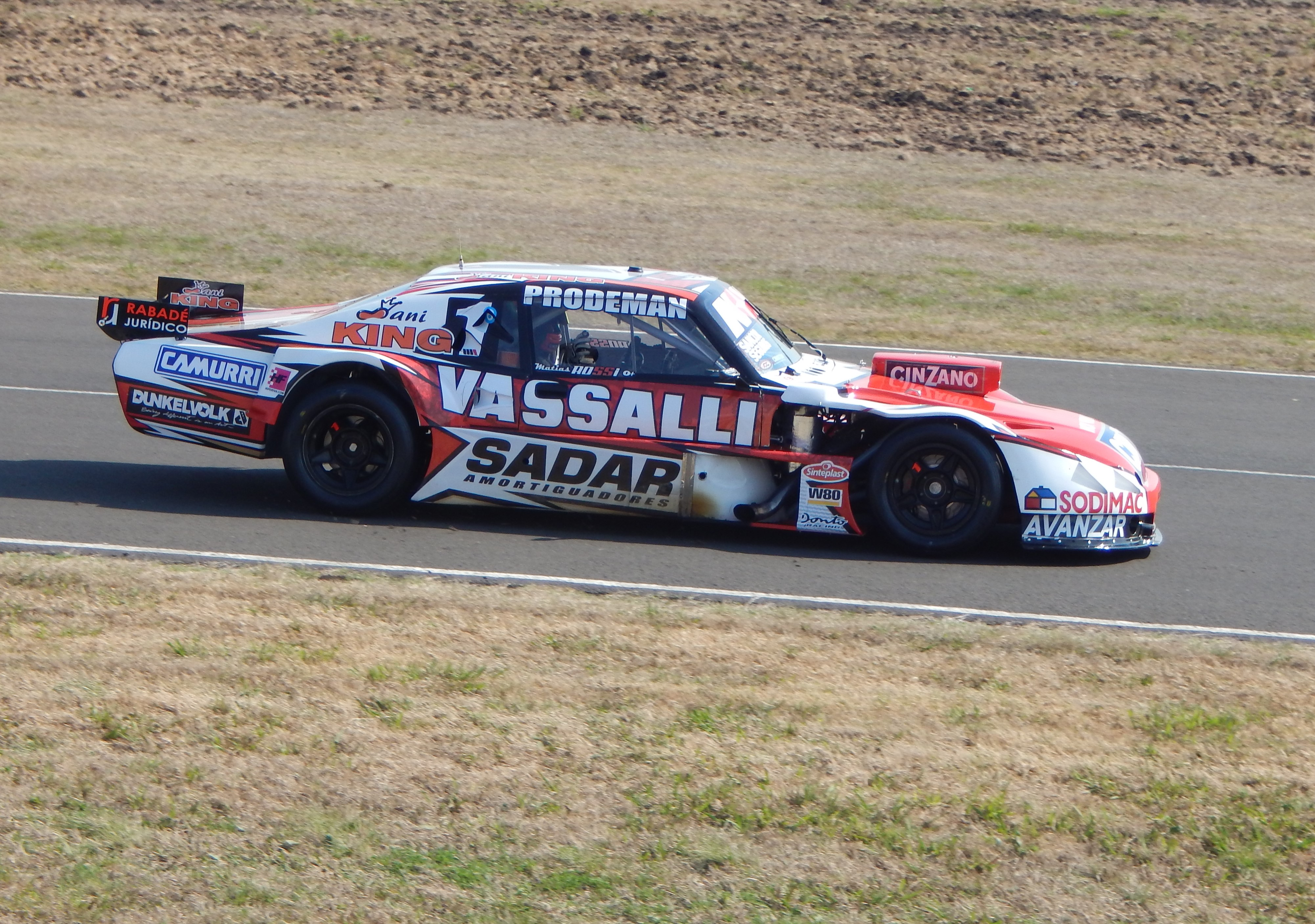
Rossi en Turismo Carretera 2015.

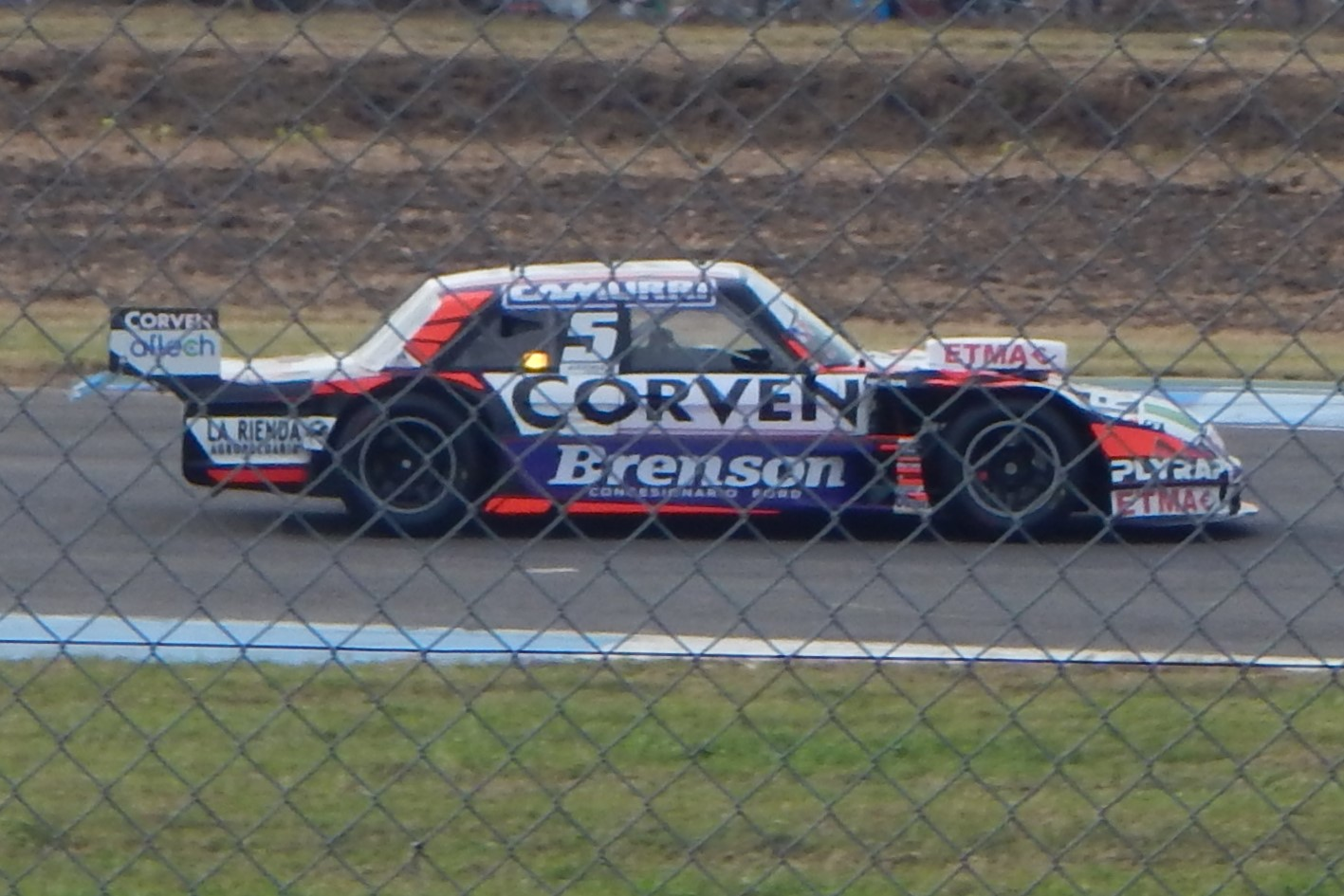
Ford Falcon 2019

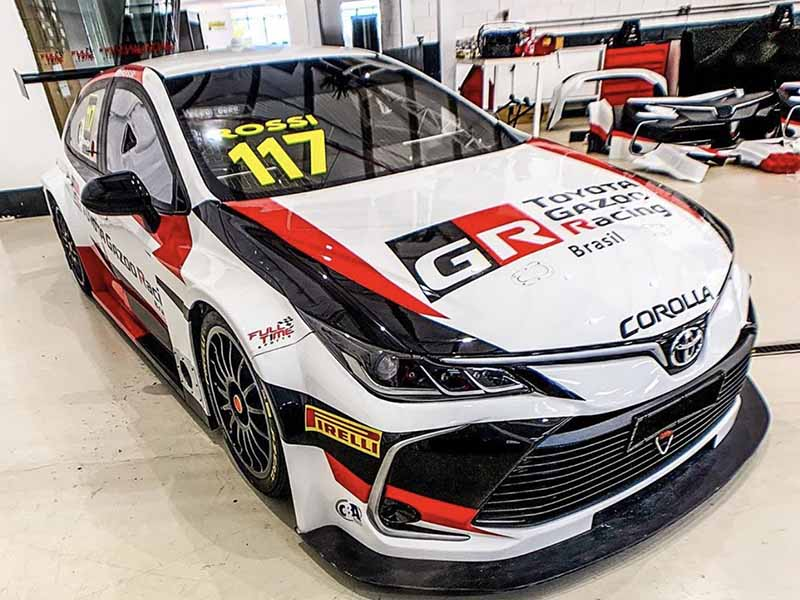
Toyota Stock Car Brasil 2020

En el Turismo Carretera obtuvo el campeonato en 2014, el subcampeonato en 2007, 2012, 2015 y 2016; el tercer puesto en 2011 y el cuarto puesto en 2010. En el TC 2000/Súper TC 2000, obtuvo cinco campeonatos en 2006, 2007, 2011, 2013 y 2020, así como el subcampeonato en 2012 y 2016, el cuarto puesto en 2015 y el quinto en 2008 y 2009. En el Turismo Nacional fue campeón de la Clase 3 en 2014 y finalizó cuarto en 2013. En el Top Race resultó campeón en 2019 y 2020, quinto en 2009 y sexto en 2012.

## Biografía
Empezó su carrera en karts a la edad de 11 años en donde se destaca al punto de lograr competir fuera de Argentina en el Campeonato Norteamericano de Fórmula A y en el Campeonato Mundial Fórmula A.
En 2000 empieza a competir en la Fórmula Renault Argentina y posteriormente en la Fórmula Súper Renault. Para 2003 dio el salto al Turismo Carretera, con resultados destacados.
Debuta en el TC 2000 en 2005 con el equipo Chevrolet Pro Racing. Un año después de su debut, se consagra campeón.
En 2007 lográ su primer triunfo en Turismo Carretera en el Autódromo General San Martín de Comodoro Rivadavia, seguido de dos más (en Rafaela y Buenos Aires), y termina 2.º en el campeonato detrás de Christian Ledesma. Además, unas semanas más tarde, se consagra campeón del TC 2000 por segunda vez consecutiva y se transforma en el bicampeón más joven de la historia de la categoría (23 años). En diciembre resulta como ganador de los Premios Olimpia en la categoría de mejor piloto de carreras del año 2007.
En 2008 compite en TC 2000 en el equipo Renault como compañero de Guillermo Ortelli, donde logra dos victorias y terminar 5.º puesto en el certamen. Además continúa en el Turismo Carretera con el equipo JC del cual no fue un muy buen año ya que termina 17.º en el campeonato. Debuta en Top Race a bordo de un Mercedes-Benz en el equipo Tauro Motorsport.
Al año siguiente continúa en las mismos campeonatos en las que compite. En el Turismo Carretera logra clasificar para la Copa de Oro Río Uruguay Seguros, donde termina 12.º y 13.º en la general. En el TC 2000 tiene como nuevo compañero de equipo a Néstor Girolami y en el campeonato termina 5.º; y con respecto al Top Race con el Mercedes del Pro Racing, llega a la “Etapa Final” y queda 11.º, mientras que 5.º en la tabla general.
En el año 2010 se desvincula del JC para llegar al Dole Racing, donde consigue tres victorias (Termas de Río Hondo, Buenos Aires y La Plata); y la clasificación a la Copa de Oro Río Uruguay Seguros donde termina 3.º y 4.º en la general. En el TC 2000 continúa con el equipo Renault pero con un nuevo compañero de equipo: Juan Manuel Silva. Rossi logra la única victoria en Potrero de los Funes para el equipo en el campeonato. Con respecto al Top Race decide no participar de la categoría. Corre en el Master de Pilotos que se realizó en el Obelisco de Buenos Aires y el cual lo gana por segunda vez, habiéndolo ganado anteriormente en la edición del 2007.
En el 2011 se desvincula del Dole Racing para competir en el Turismo Carretera junto al JP Racing. En el TC 2000 sale de las filas de Renault para llegar al equipo Toyota. Ya antes de mitad de año logró concretar victoria en cada una de las categorías: en el TC lo logra en la carrera disputada en San Luis y en el TC 2000 lo hace en dos oportunidades consecutivas: en el autódromo El Zonda de la provincia de San Juan y en el autódromo de Resistencia, Chaco. Se consagró por tercera vez campeón del TC 2000 y ganando la carrera final el 27 de noviembre del mismo año en el autódromo de Paraná, en la provincia de Entre Ríos. Rossi se impuso de principio a fin y alcanzó así su 16.º victoria en el TC 2000 y la tercera con Toyota, convirtiéndose además en el piloto más ganador del año. Sus rivales en la lucha por el título eran Leonel Pernía, que llegaba como líder, y su compañero de equipo, Mariano Werner. En el Turismo Carretera termina segundo en el play off y tercero en el campeonato regular, siendo Guillermo Ortelli el campeón de esta temporada de la categoría. Para cerrar, corre en el Master de Pilotos donde lo gana por tercera vez, quedando segundo Leonel Pernía y tercero Norberto Fontana.
En el año 2012 se incorpora nuevamente al Top Race con un Ford Mondeo del equipo PSG-16 Team, con el cual logra su primera victoria con el equipo y segunda en la categoría en el Autódromo Eusebio Marcilla de Junín y otra victoria en el Autódromo de Salta. Se consagra ganador del play off una fecha antes del inicio de la Copa de Oro. Consigue la segunda victoria en el Autódromo Rosendo Hernández de San Luis. Termina 5.º en el play off y es subcampeón de la categoría. Y a lo que respecta al TC 2000 sigue con el equipo con el cual fue campeón, el Toyota Team Argentina logrando la victoria en la primera fecha en el Autódromo Oscar Cabalén de Córdoba. También en la cuarta fecha, donde se corrió en el Autódromo Eduardo Copello de San Juan y en la décima fecha, en la carrera diurna del callejero de Santa Fe. Termina siendo subcampeón de la categoría, dándole el pase del número "1" a José María López.
En el año 2013, gana el título del Súper TC 2000 (campeonato sucesor del TC 2000) con Toyota, logrando cuatro victorias en Rosario, Junín, Rafaela y San Juan. En tanto, que esta temporada se convierte en piloto titular del Campeonato Argentino de Turismo Nacional Clase 3; al volante de un Citroën C4 del equipo Boero acumuló una victoria en Pigüé, un segundo puesto y un cuarto, resultando cuarto en el campeonato. Además, resulta quinto en el Turismo Carretera con una victoria y tres podios. En 2014, Rossi estuvo al comando de un Chevrolet Chevy del equipo Donto Racing. Cosechó cinco victorias en Paraná, La Pampa, Concepción, Alta Gracia y San Luis, y 11 podios en el Turismo Carretera, de forma que se consagra campeón de la categoría. En el Súper TC 2000, no pudo defender con éxito el título, finalizando noveno en la tabla de pilotos con cuatro podios. En el Turismo Nacional logró el campeonato al volante de un Citroën C4 del equipo oficial Citroën Boero Carrera Pro, dándole a la vez el primer título a la marca francesa en el automovilismo nacional. De esta manera, Rossi obtuvo su primer doble corona a nivel nacional.
En 2015, Rossi obtuvo dos victorias en el TC, resultando subcampeón frente a las cuatro victorias de Omar Martínez. En el Súper TC 2000 acabó cuarto con dos victorias y cinco top 5 en 13 carreras. En el Turismo Nacional resultó quinto con una victoria. En el año siguiente, Rossi, resultó subcampeón en el Turismo Carretera, subcampeón en el Súper TC 2000 y logró el cuarto puesto de campeonato de pilotos del Turismo Nacional.
Para 2017, Rossi volvió al Top Race de la mano del equipo de Toyota, así de esta manera dejaría de competir en Turismo Nacional. En el Súper TC 2000 siguió compitiendo con una unidad del equipo Toyota. Por su parte en el Turismo Carretera, pasó de conducir el Chevrolet Chevy del Donto Racing, a subirse a un Ford Falcon de su propia estructura, pero con asesoramiento del propio Donto Racing. Desde ese año hasta 2019 continúa en los tres campeonatos con las mismas marcas, siendo subcampeón del STC 2000 y campeón del TRV6 en este último año.
Para 2020, dejó el Turismo Carretera para correr en el Stock Car Brasil, también de la mano de Toyota.
El piloto regresó al Turismo Carretera en 2022, siguiendo con Toyota en el debut de la marca japonesa en la categoría.

## Resumen de carrera

### Karting
| Año  | Categoría                              | País                        |
| ---- | -------------------------------------- | --------------------------- |
| 1996 | Sport Kart 125                         | Argentina                   |
| 1996 | Sudam Pre Júnior                       | Argentina                   |
| 1997 | Campeonato Metropolitano Sudam Júnior  | Argentina                   |
| 1997 | Campeonato Argentino ICA 100 Júnior    | Argentina                   |
| 1997 | Campeonato Argentino Sudam Júnior      | Argentina                   |
| 1998 | Metropolitano ICA 100 Júnior           | Argentina                   |
| 1998 | Bonaerense Sudam Júnior                | Argentina                   |
| 1998 | Sudam Júnior                           | Argentina                   |
| 1999 | Campeonato Norteamericano de Fórmula A | Canadá                      |
| 1999 | Campeonato Mundial Fórmula A           | Bélgica                     |
| 2000 | Campeonato "Buenos Aires 2000" Sénior  | Argentina                   |
| 2000 | Sudam Sénior                           | Argentina                   |
| 2000 | Campeonato Panamericano Fórmula A      | Brasil                      |
| 2000 | Campeonato Mundial Fórmula A           | Portugal                    |
| 2000 | Campeonato Europeo Fórmula A           | Bélgica, Francia y Alemania |

### Automovilismo
| Temporada | Categoría                                      | Equipo                          | Carreras     | Victorias    | Poles        | VR           | Podios       | Puntos       | Pos.         |
| --------- | ---------------------------------------------- | ------------------------------- | ------------ | ------------ | ------------ | ------------ | ------------ | ------------ | ------------ |
| 2000      | Fórmula Renault Argentina                      | s/d                             | 2            | 0            | 0            | 0            | 0            | 2            | 45.º         |
| 2001      | Fórmula Renault Argentina                      | s/d                             | 5            | 0            | 0            | 0            | 0            | 9            | 19.º         |
| 2001      | Fórmula Súper Renault                          | s/d                             | 8            | 0            | s/d          | s/d          | 3            | 55           | 8.º          |
| 2002      | Fórmula Renault Italiana Copa de Invierno      | s/d                             | 4            | 0            | 0            | 0            | 0            | -            | NC           |
| 2002      | Fórmula Súper Renault                          | s/d                             | 13           | 7            | 0            | 7            | 10           | 185          | 1.º          |
| 2003      | Turismo Carretera                              | Satriano Sport                  | 11           | 0            | 0            | 0            | 0            | 17           | 47.º         |
| 2003      | Fórmula Súper Renault                          | s/d                             | 3            | 1            | 1            | 0            | 1            | 20           | 13.º         |
| 2004      | Turismo Carretera                              | Satriano Sport                  | 16           | 0            | 0            | 0            | 1            | 100          | 16.º         |
| 2004      | Turismo Competición 2000                       | EF Racing                       | 1            | 0            | 0            | 0            | 0            | -            | -            |
| 2005      | Turismo Carretera                              | Ávila Racing                    | 15           | 0            | 0            | 0            | 0            | 63           | 23.º         |
| 2005      | Turismo Competición 2000                       | Chevrolet Elaion Pro Racing     | 13           | 1            | 0            | 0            | 2            | 64           | 9.º          |
| 2006      | Turismo Carretera                              | JC Competición                  | 16           | 0            | 2            | 2            | 2            | 95           | 16.º         |
| 2006      | Turismo Competición 2000                       | Chevrolet Elaion Pro Racing     | 14           | 5            | 0            | 1            | 8            | 186          | 1.º          |
| 2007      | Turismo Carretera                              | JC Competición                  | 16           | 3            | 2            | 3            | 6            | 190,5        | 2.º          |
| 2007      | Turismo Competición 2000                       | Chevrolet Elaion Pro Racing     | 14           | 3            | 1            | 2            | 9            | 189          | 1.º          |
| 2008      | Turismo Carretera                              | JC Competición                  | 14           | 0            | 0            | 1            | 1            | 105          | 16.º         |
| 2008      | Turismo Competición 2000                       | Renault Lo Jack Team            | 13           | 2            | 0            | 3            | 3            | 123          | 5.º          |
| 2008      | Top Race V6                                    | Tauro Motorsport                | 12           | 1            | 0            | 1            | 3            | 88           | 13.º         |
| 2009      | Turismo Carretera                              | JC Competición                  | 14           | 1            | 3            | 0            | 3            | 128,75       | 13.º         |
| 2009      | Turismo Competición 2000                       | Renault Lo Jack Team            | 13           | 1            | 0            | 1            | 5            | 106          | 5.º          |
| 2009      | Turismo Competición 2000 Copa Endurance Series | Renault Lo Jack Team            | 3            | 0            | 0            | 0            | 1            | 24           | 6.º          |
| 2009      | Top Race V6                                    | Pro Racing Group                | 13           | 0            | 0            | 0            | 2            | 21           | 11.º         |
| 2010      | Turismo Carretera                              | Dole Racing                     | 15           | 3            | 1            | 2            | 5            | 191          | 4.º          |
| 2010      | Turismo Competición 2000                       | Renault Lo Jack Team            | 12           | 1            | 0            | 0            | 4            | 80           | 7.º          |
| 2010      | Turismo Competición 2000 Copa Endurance Series | Renault Lo Jack Team            | 3            | 0            | 0            | 0            | 0            | 8            | 13.º         |
| 2011      | Turismo Carretera                              | JP Racing                       | 14           | 1            | 3            | 0            | 3            | 172          | 3.º          |
| 2011      | Turismo Competición 2000                       | Toyota Team Argentina           | 13           | 3            | 2            | 3            | 5            | 197,5        | 1.º          |
| 2011      | TC Mouras Torneo de pilotos invitados          | JP Racing                       | 3            | 0            |              | 0            | 0            | 7,75         | 13.º         |
| 2012      | Turismo Carretera                              | JP Racing                       | 15           | 2            | 2            | 2            | 5            | 219,5        | 2.º          |
| 2012      | Súper TC 2000                                  | Toyota Team Argentina           | 13           | 3            | 1            | 2            | 8            | 197          | 2.º          |
| 2012      | TC Mouras Torneo de pilotos invitados          | JP Racing                       | 1            | 0            |              | 0            | 0            | 1            | 44.º         |
| 2012      | Top Race V6                                    | PSG-16 Team                     | 12           | 2            | 2            | 3            | 4            | 44           | 6.º          |
| 2013      | Turismo Carretera                              | Donto Racing                    | 16           | 1            | 1            | 1            | 3            | 426,25       | 5.º          |
| 2013      | Súper TC 2000                                  | Toyota Team Argentina           | 12           | 4            | 4            | 1            | 6            | 219          | 1.º          |
| 2013      | Turismo Nacional Clase 3                       | Boero Carrera Pro               | 12           | 1            | 4            | 2            | 2            | 192          | 4.º          |
| 2014      | Turismo Carretera                              | Donto Racing                    | 16           | 5            | 6            | 2            | 11           | 835          | 1.º          |
| 2014      | Súper TC 2000                                  | Toyota Team Argentina           | 13           | 0            | 1            | 1            | 4            | 114,5        | 9.º          |
| 2014      | Turismo Nacional Clase 3                       | Boero Carrera Pro               | 12           | 3            | 3            | 1            | 6            | 257          | 1.º          |
| 2015      | Turismo Carretera                              | Donto Racing                    | 16           | 2            | 3            | 1            | 6            | 552,25       | 2.º          |
| 2015      | Súper TC 2000                                  | Toyota Team Argentina           | 13           | 2            | 1            | 0            | 2            | 164          | 4.º          |
| 2015      | Turismo Nacional Clase 3                       | Boero Carrera Pro               | 12           | 1            | 1            | 1            | 2            | 190          | 5.º          |
| 2016      | Turismo Carretera                              | Donto Racing                    | 16           | 4            | 4            | 1            | 8            | 647          | 2.º          |
| 2016      | Súper TC 2000                                  | Toyota Team Argentina           | 14           | 3            | 1            | 1            | 5            | 196,5        | 2.º          |
| 2016      | Turismo Nacional Clase 3                       | Citroën Total TN Racing         | 12           | 0            | 0            | 0            | 2            | 196          | 4.º          |
| 2017      | Turismo Carretera                              | Nova Racing                     | 15           | 1            | 1            | 0            | 2            | 330,25       | 15.º         |
| 2017      | Súper TC 2000                                  | Toyota Gazoo Racing Argentina   | 14           | 1            | 1            | 2            | 6            | 152          | 4.º          |
| 2017      | Top Race V6                                    | Toyota Gazoo Racing Argentina   | 15           | 2            | 0            | 2            | 5            | 137          | 4.º          |
| 2018      | Turismo Carretera                              | Nova Racing                     | 15           | 1            | 4            | 1            | 3            | 425,75       | 5.º          |
| 2018      | Súper TC 2000                                  | Toyota Gazoo Racing Argentina   | 14           | 1            | 1            | 3            | 7            | 163          | 4.º          |
| 2018      | Top Race V6                                    | Toyota Gazoo Racing Argentina   | 13           | 1            | 0            | 1            | 5            | 120          | 4.º          |
| 2019      | Turismo Carretera                              | Nova Racing                     | 14           | 1            | 2            | 0            | 2            | 310          | 15.º         |
| 2019      | Súper TC 2000                                  | Toyota Gazoo Racing YPF Infinia | 13           | 4            | 3            | 2            | 6            | 173          | 2.º          |
| 2019      | Top Race V6                                    | Toyota Gazoo Racing YPF Infinia | 16           | 4            | 3            | 4            | 12           | 283          | 1.º          |
| 2020      | Stock Car Brasil                               | Full Time Sports                | 18           | 0            | 0            | 0            | 1            | 121          | 18.º         |
| 2020      | Súper TC 2000                                  | Toyota Gazoo Racing YPF Infinia | 19           | 5            | 3            | 5            | 11           | 167 (192)    | 1.º          |
| 2020      | Top Race V6                                    | Toyota Gazoo Racing YPF Infinia | 11           | 4            | 6            | 2            | 10           | 211          | 1.º          |
| 2021      | Súper TC 2000                                  | Toyota Gazoo Racing YPF Infinia | 19           | 3            | 0            | 6            | 7            | 133          | 5.º          |
| 2021      | Stock Car Pro Series                           | Full Time Sports                | 17           | 0            | 0            | 0            | 0            | 120          | 20.º         |
| 2022      | Turismo Carretera                              | Toyota Gazoo Racing Argentina   | 14           | 0            | 0            | 0            | 3            | 320          | 12.º         |
| 2022      | TC2000                                         | Toyota Gazoo Racing YPF Infinia | 1            | 0            | 0            | 0            | 1            | -            | -            |
| 2022      | Stock Car Pro Series                           | A.Mattheis Vogel                | 22           | 2            | 0            | 2            | 7            | 262          | 4.º          |
| 2023      | Turismo Carretera                              | Toyota Gazoo Racing Argentina   | 14           | 1            | 2            | 1            | 3            | 229.75       | 20.º         |
| 2023      | Stock Car Pro Series                           | Full Time Sports                | 18           | 3            | 1            | 1            | 4            | 178          | 17.º         |
| 2024      | TC2000                                         | Toyota Gazoo Racing YPF Infinia | Disputándose | Disputándose | Disputándose | Disputándose | Disputándose | Disputándose | Disputándose |
| 2024      | Top Race V6                                    | Lincoln Motorsport              | Disputándose | Disputándose | Disputándose | Disputándose | Disputándose | Disputándose | Disputándose |
| 2024      | TCR South America                              | Toyota Team Argentina           | Disputándose | Disputándose | Disputándose | Disputándose | Disputándose | Disputándose | Disputándose |
| Fuente:   |                                                |                                 |              |              |              |              |              |              |              |

## Palmarés
| Título  | Categoría                    | Automóvil         | Año  |
| ------- | ---------------------------- | ----------------- | ---- |
| Campeón | Fórmula Súper Renault        | TOM'S-Renault     | 2002 |
| Campeón | TC 2000                      | Chevrolet Astra   | 2006 |
| Campeón | TC 2000                      | Chevrolet Astra   | 2007 |
| Campeón | TC 2000                      | Toyota Corolla    | 2011 |
| Campeón | Súper TC 2000                | Toyota Corolla    | 2013 |
| Campeón | Turismo Carretera            | Chevrolet Chevy   | 2014 |
| Campeón | Clase 3 del Turismo Nacional | Citroën C4        | 2014 |
| Campeón | Top Race V6                  | Toyota Camry      | 2019 |
| Campeón | Súper TC 2000                | Toyota Corolla    | 2020 |
| Campeón | Top Race V6                  | Toyota Camry XV50 | 2020 |

### Palmarés de karting
| Título  | Campeonato                   | Categoría    | Año  |
| ------- | ---------------------------- | ------------ | ---- |
| Campeón | Metropolitano ICA 100        | Júnior       | 1997 |
| Campeón | Campeonato Bonaerense        | Súdam Júnior | 1997 |
| Campeón | Campeonato Buenos Aires 2000 | Súdam Sénior | 2000 |
| Ganador | Master de Pilotos            | Rotax        | 2007 |
| Ganador | Master de Pilotos            | Rotax        | 2010 |

### Reconocimientos
| Año  | Reconocimiento         | Categoría     |
| ---- | ---------------------- | ------------- |
| 2004 | Fangio de Plata        | Revelación    |
| 2005 | Fangio de Plata        | Revelación    |
| 2006 | Premio Clarín          | Consagración  |
| 2007 | Premio Clarín          | Consagración  |
| 2007 | Jorge Newbery de Plata | Automovilismo |
| 2007 | Olimpia de Plata       | Automovilismo |
| 2010 | Premio Konex           | Automovilismo |
| 2011 | Premio Clarín          | Consagración  |
| 2012 | Premio Clarín          | Consagración  |
| 2020 | Premio Konex           | Automovilismo |

## Resultados

### Turismo Competición 2000
| Año  | Equipo                      | Auto               | 1    | 2   | 3   | 4   | 5   | 6   | 7   | 8   | 9   | 10  | 11  | 12    | 13  | 14  | Res. | Puntos |
| ---- | --------------------------- | ------------------ | ---- | --- | --- | --- | --- | --- | --- | --- | --- | --- | --- | ----- | --- | --- | ---- | ------ |
| 2004 |                             |                    | GR   | VIE | SJU | PAR | SL  | OBE | AG  | CON | RC  | SRA | BB  | BA    | RAF | MDP | -    | -      |
| 2004 | EF Racing                   | Peugeot 307        |      |     |     |     |     |     |     |     |     |     |     | 22†   |     |     | -    | -      |
| 2005 |                             |                    | BA I | PAR | VIE | SJU | OLA | AG  | CUR | OBE | RAF | SRA | CON | BA II | SL  | GR  | 9.º  | 64     |
| 2005 | Chevrolet Elaion Pro Racing | Chevrolet Astra II | 5    | 1   | 16  | 8   | 5   | Ret | 15  | 18† | 3   | 13  | 4   | Ret   | Ret | NL  | 9.º  | 64     |
| 2006 |                             |                    | BA I | OLA | CR  | VIE | SFE | SJU | SRA | RES | CUR | SMM | GR  | BA II | OBE | PAR | 1.º  | 186    |
| 2006 | Chevrolet Elaion Pro Racing | Chevrolet Astra II | 1    | 2   | 3   | 1   | Ret | 7   | 4   | 2   | 15  | 1   | 5   | 1     | Ret | 1   | 1.º  | 186    |
| 2007 |                             |                    | CR   | GR  | BB  | SMM | SJU | SP  | AG  | SFE | SRA | VIE | BA  | OBE   | SL  | PDE | 1.º  | 189    |
| 2007 | Chevrolet Elaion            | Chevrolet Astra II | 10†  | 7   | 1   | 2   | 4   | 2   | 6   | 1   | 2   | 3   | 3   | Ret   | 1   | 2   | 1.º  | 189    |
| 2008 |                             |                    | PAR  | SAL | GR  | SFE | SJU | RES | AG  | BA  | OBE | TRH | VIE | SMM   | PDF | PDE | 5.º  | 123    |
| 2008 | Renault Lo Jack Team        | Renault Mégane I   | 15†  | 1   | 13  | 4   | 2   | 4   | 8   | 5   | 8   | 1   | Ex. | Ret   | 5   | 4   | 5.º  | 123    |
| 2009 |                             |                    | AG   | GR  | OBE | SMM | TRH | RES | BA  | CEN | SFE | SFE | SJU | SJU   | PDF |     | 5.º  | 106    |
| 2009 | Renault Lo Jack Team        | Renault Mégane II  | Ret  | Ret | Ret | 1   | 3   | 13  | 5   | 3   | Ret | 18  | 2   | 2     | Ret |     | 5.º  | 106    |
| 2010 |                             |                    | PDE  | SMM | GR  | AG  | RES | TRH | LR  | SFE | SFE | CEN | OBE | BA    | PDF |     | 7.º  | 80     |
| 2010 | Renault Lo Jack Team        | Renault Mégane II  | 2    | 23  | 2   | 10  | Ret | 21† | Ret | 2   | NL  | 5   | Ret | Ret   | 1   |     | 7.º  | 80     |
| 2011 |                             |                    | GR   | SFE | SFE | SMM | SJU | RES | AG  | TRH | LPL | TRE | JUN | PDF   | PAR |     | 1.º  | 197,5  |
| 2011 | Toyota Team Argentina       | Toyota Corolla X   | 4    | 2   | 4   | 2   | 1   | 1   | 5   | 11  | Ret | 8   | 7   | Ret   | 1   |     | 1.º  | 197,5  |

#### Copa Endurance Series
| Año  | Equipo               | Auto              | 1   | 2   | 3   | Res. | Puntos |
| ---- | -------------------- | ----------------- | --- | --- | --- | ---- | ------ |
| 2009 |                      |                   | TRH | BA  | PDF | 6.º  | 24     |
| 2009 | Renault Lo Jack Team | Renault Mégane II | 3   | 5   | Ret | 6.º  | 24     |
| 2010 |                      |                   | TRH | CEN | BA  | 13.º | 8      |
| 2010 | Renault Lo Jack Team | Renault Mégane II | 21† | 5   | Ret | 13.º | 8      |

### Súper TC 2000
| Año  | Equipo                          | Auto               | 1    | 2    | 3     | 4     | 5    | 6    | 7     | 8     | 9      | 10     | 11    | 12    | 13    | 14    | 15    | 16  | 17   | 18   | 19    | 20    | 21    | 22   | Res. | Puntos    |
| ---- | ------------------------------- | ------------------ | ---- | ---- | ----- | ----- | ---- | ---- | ----- | ----- | ------ | ------ | ----- | ----- | ----- | ----- | ----- | --- | ---- | ---- | ----- | ----- | ----- | ---- | ---- | --------- |
| 2012 |                                 |                    | AG   | BA   | ROS   | SJU   | GR   | OBE  | RAF   | SMM   | RC     | SFE    | SFE   | SAL   | PDF   |       |       |     |      |      |       |       |       |      | 2.º  | 197       |
| 2012 | Toyota Team Argentina           | Toyota Corolla X   | 1    | Ret  | 3     | 1     | Ret  | 12   | 12    | 2     | 5      | 3      | 1     | 3     | 3     |       |       |     |      |      |       |       |       |      | 2.º  | 197       |
| 2013 |                                 |                    | BA   | ROS  | SJU   | TOA   | AG   | TRH  | JUN   | SFE   | GR     | LP     | SMM   | PDF   |       |       |       |     |      |      |       |       |       |      | 1.º  | 219       |
| 2013 | Toyota Team Argentina           | Toyota Corolla X   | 11   | 1    | 1     | 1     | 7    | 3    | 1     | 2     | 9      | 4      | Ret   | 18    |       |       |       |     |      |      |       |       |       |      | 1.º  | 219       |
| 2014 |                                 |                    | RAF  | VIE  | AG    | ROS   | TOA  | BA   | RES   | SFE   | SFE    | SJU    | TRH   | COD   | PDF   |       |       |     |      |      |       |       |       |      | 9.º  | 114,5     |
| 2014 | Toyota Team Argentina           | Toyota Corolla X   | 17†  | 16   | 14    | 2     | 3    |      |       |       |        |        |       |       |       |       |       |     |      |      |       |       |       |      | 9.º  | 114,5     |
| 2014 | Toyota Team Argentina           | Toyota Corolla XI  |      |      |       |       |      | 18   | 6     | 2     | 9      | 19†    | 2     | 8     | Ex.   |       |       |     |      |      |       |       |       |      | 9.º  | 114,5     |
| 2015 |                                 |                    | JUN  | ROS  | OBE   | TRH   | RAF  | SL I | SFE   | SFE   | TOA    | GR     | SMM   | AG    | SL II |       |       |     |      |      |       |       |       |      | 4.º  | 164       |
| 2015 | Toyota Team Argentina           | Toyota Corolla XI  | 11   | 5    | 1     | 4     | 6    | 7    | Ret   | Ret   | 1      | 10     | 9     | 14    | 4     |       |       |     |      |      |       |       |       |      | 4.º  | 164       |
| 2016 |                                 |                    | TRE  | ROS  | SMM   | AG I  | TRH  | OBE  | BA    | SFE   | SFE    | TOA    | SJU   | GR    | GR    | AG II |       |     |      |      |       |       |       |      | 2.º  | 196,5     |
| 2016 | Toyota Team Argentina           | Toyota Corolla XI  | Ret  | 1    | 6     | 22†   | 11   | 21†  | 2     | 6     | 7      | 5      | 3     | 1     | 1     | 6     |       |     |      |      |       |       |       |      | 2.º  | 196,5     |
| 2017 |                                 |                    | BA I | PDF  | SMM   | ROS   | ROS  | TRH  | RAF   | OBE   | SFE    | SFE    | BA II | SJU   | GR    | AG    |       |     |      |      |       |       |       |      | 4.º  | 152       |
| 2017 | Toyota Gazoo Racing Argentina   | Toyota Corolla XI  | 3    | 6    | Ret   | 3     | 3    | 7    | 2     | 22    | 2      | Ret    | 15    | 6     | 1     | 16    |       |     |      |      |       |       |       |      | 4.º  | 152       |
| 2018 |                                 |                    | BA I | ROS  | ROS   | SMM   | PDF  | RAF  | SJU   | OBE   | SFE    | SFE    | TRH   | SNI   | BA II | AG    |       |     |      |      |       |       |       |      | 4.º  | 163       |
| 2018 | Toyota Gazoo Racing Argentina   | Toyota Corolla XI  | Ret  | 2    | Ret   | 3     | 5    | Ret  | 1     | 3     | 3      | 3      | 3     | 7     | Ret   | Ret   |       |     |      |      |       |       |       |      | 4.º  | 163       |
| 2019 |                                 |                    | AG   | GR   | VIL   | ROS   | PAR  | SAL  | SNI   | SJU   | SMM    | SMM    | BA    | RC    | CEN   |       |       |     |      |      |       |       |       |      | 2.º  | 173       |
| 2019 | Toyota Gazoo Racing YPF Infinia | Toyota Corolla XI  | 6    | 8    | 1     | 4     | 1    | 1    | 1     | 2     | 10     | 5      | 3     | 5     | 4     |       |       |     |      |      |       |       |       |      | 2.º  | 173       |
| 2020 |                                 |                    | BA I | BA I | BA II | BA II | AG I | AG I | AG II | AG II | BA III | BA III | BA IV | BA IV | RC    | RC    | PAR   | PAR | BA V | BA V | BA VI |       |       |      | 1.º  | 167 (192) |
| 2020 | Toyota Gazoo Racing YPF Infinia | Toyota Corolla XII | 1    | 2    | 6     | 2     | 6    | 4    | 1     | 1     | 11     | 16†    | 1     | 2     | 3     | 2     | 12    | 1   | 5    | 5    | 3     |       |       |      | 1.º  | 167 (192) |
| 2021 |                                 |                    | BA I | BA I | BA II | BA II | AG   | AG   | SNI   | SNI   | BA III | BA III | PAR   | PAR   | TOA   | TOA   | BA IV | VIL | VIL  | ROS  | ROS   | AG II | AG II | BA V | 5.º  | 133       |
| 2021 | Toyota Gazoo Racing YPF Infinia | Toyota Corolla XII | 1    | 2    |       |       | 6    | 1    | 6     | 2     | 8      | 5      | 5     | 3     | 5     | 1     | 17†   | 18  | NL   | 7    | 3     | 8     | 9     | 7    | 5.º  | 133       |

### TCR South America
(Clave) (negrita indica pole position) (cursiva indica vuelta rápida)

| Año  | Equipo                | Auto                   | 1     | 2   | 3   | 4   | 5   | 6      | 7      | 8   | 9   | 10  | 11  | 12  | 13  | 14  | 15  | 16  | 17  | 18  | 19  | Pos. | Pts. |
| ---- | --------------------- | ---------------------- | ----- | --- | --- | --- | --- | ------ | ------ | --- | --- | --- | --- | --- | --- | --- | --- | --- | --- | --- | --- | ---- | ---- |
| 2024 |                       |                        | INT I | CAS | CAS | VEL | VEL | INT II | INT II | EPI | EPI | MER | MER | TBD | TBD | BUE | BUE | TRH | TRH | ROS | ROS | °    |      |
| 2024 | Toyota Team Argentina | Toyota Corolla GRS TCR |       | 15  | 4   | 2   | 5   | 13†    | DNS    |     |     |     |     |     |     |     |     |     |     |     |     | °    |      |

### TCR Brasil
| Año  | Equipo                | Auto                   | 1     | 2   | 3   | 4   | 5   | 6   | 7   | 8      | 9      | 10  | 11  | Pos. | Pts. |
| ---- | --------------------- | ---------------------- | ----- | --- | --- | --- | --- | --- | --- | ------ | ------ | --- | --- | ---- | ---- |
| 2024 |                       |                        | INT I | CAS | CAS | CAS | CAS | VEL | VEL | INT II | INT II | BUE | BUE | °    |      |
| 2024 | Toyota Team Argentina | Toyota Corolla GRS TCR |       | 2   | 3   | 15  | 3   | 1   | 4   | 10†    | DNS    |     |     | °    |      |

### TCR World Tour
(Clave) (negrita indica pole position) (cursiva indica vuelta rápida)

| Año  | Equipo                | Auto                   | 1   | 2   | 3   | 4   | 5   | 6   | 7   | 8   | 9   | 10  | 11  | 12  | 13  | 14  | Pos. | Pts. |
| ---- | --------------------- | ---------------------- | --- | --- | --- | --- | --- | --- | --- | --- | --- | --- | --- | --- | --- | --- | ---- | ---- |
| 2024 |                       |                        | VAL | VAL | MAR | MAR | MID | MID | INT | INT | EPI | EPI | ZHU | ZHU | MAC | MAC | °    |      |
| 2024 | Toyota Team Argentina | Toyota Corolla GRS TCR |     |     |     |     |     |     | 23† | DNS |     |     |     |     |     |     | °    |      |

### Trayectoria en Top Race
| Temporada | Categoría   | Vehículo            | Equipo                        | Posición final   |
| --------- | ----------- | ------------------- | ----------------------------- | ---------------- |
| 2008      | Top Race V6 | Mercedes-Benz C-203 | Tauro Sport Team              | 13.º (88 puntos) |
| 2009      | Top Race V6 | Mercedes-Benz C-203 | Pro Racing                    | 11.º (21 puntos) |
| 2012      | Top Race V6 | Ford Mondeo III     | PSG-16 Team                   | 6.º (44 puntos)  |
| 2017      | Top Race V6 | Toyota Camry XV50   | Toyota Gazoo Racing Argentina | 4.º (137 puntos) |
| 2018      | Top Race V6 | Toyota Camry XV50   | Toyota Gazoo Racing Argentina | 4.º (120 puntos) |
| 2019      | Top Race V6 | Toyota Camry XV50   | Toyota Gazoo Racing Argentina | 1.º (283 puntos) |

### Victorias en el Turismo Carretera
| #  | Fecha                    | Circuito                                          | Automóvil       |
| -- | ------------------------ | ------------------------------------------------- | --------------- |
| 1  | 22 de abril de 2007      | Autódromo General San Martín                      | Chevrolet Chevy |
| 2  | 29 de julio de 2007      | Autódromo Ciudad de Rafaela                       | Chevrolet Chevy |
| 3  | 25 de noviembre de 2007  | Autódromo Oscar y Juan Gálvez                     | Chevrolet Chevy |
| 4  | 12 de abril de 2009      | Autódromo Parque Ciudad de Río Cuarto             | Chevrolet Chevy |
| 5  | 9 de mayo de 2010        | Autódromo Internacional de Termas de Río Hondo    | Chevrolet Chevy |
| 6  | 4 de julio de 2010       | Autódromo Oscar y Juan Gálvez                     | Chevrolet Chevy |
| 7  | 14 de noviembre de 2010  | Autódromo Roberto Mouras de La Plata              | Chevrolet Chevy |
| 8  | 27 de marzo de 2011      | Autódromo Rosendo Hernández                       | Chevrolet Chevy |
| 9  | 8 de julio de 2012       | Autódromo Ciudad de Rafaela                       | Chevrolet Chevy |
| 10 | 7 de octubre de 2012     | Autódromo Rosendo Hernández                       | Chevrolet Chevy |
| 11 | 28 de abril de 2013      | Autódromo Hermanos Emiliozzi de Olavarría         | Chevrolet Chevy |
| 12 | 23 de febrero de 2014    | Autódromo Ciudad de Paraná                        | Chevrolet Chevy |
| 13 | 20 de abril de 2014      | Autódromo Provincia de La Pampa                   | Chevrolet Chevy |
| 14 | 18 de mayo de 2014       | Autódromo de Concepción del Uruguay               | Chevrolet Chevy |
| 15 | 27 de julio de 2014      | Autódromo Oscar Cabalén                           | Chevrolet Chevy |
| 16 | 21 de septiembre de 2014 | Autódromo Rosendo Hernández                       | Chevrolet Chevy |
| 17 | 19 de abril de 2015      | Autódromo Parque Provincia del Neuquén            | Chevrolet Chevy |
| 18 | 23 de agosto de 2015     | Autódromo Hermanos Emiliozzi de Olavarría         | Chevrolet Chevy |
| 19 | 17 de abril de 2016      | Autódromo Ciudad de Concordia                     | Chevrolet Chevy |
| 20 | 1 de mayo de 2016        | Autódromo Hermanos Emiliozzi de Olavarría         | Chevrolet Chevy |
| 21 | 11 de septiembre de 2016 | Autódromo Rosendo Hernández                       | Chevrolet Chevy |
| 22 | 13 de noviembre de 2016  | Autódromo Mar y Valle                             | Chevrolet Chevy |
| 23 | 2 de abril de 2017       | Autódromo Hermanos Emiliozzi de Olavarría         | Ford Falcon     |
| 24 | 9 de septiembre de 2018  | Autódromo Ciudad de Paraná                        | Ford Falcon     |
| 25 | 5 de mayo de 2019        | Autódromo Municipal Juan Manuel Fangio de Rosario | Ford Falcon     |
| 26 | 23 de julio de 2023      | Circuito San Juan Villicum                        | Toyota Camry TC |